# Балтика (учения, 1982)
«Балтика-82» — оперативно-стратегические учения сил Балтийского флота, проводившиеся в 1982 году. Учения «Балтика-82», наряду с учениями «Запад-81» и «Запад-84», также проведенными под руководством министра обороны СССР и главнокомандующего ВМФ, относятся к одним из наиболее значительных мероприятий оперативной подготовки Балтийского флота.

## Цель учений
Учебными целями учений, наряду с изучением действий сил флота по завоеванию господства на Балтийском море, предусматривались проверка и уточнение  расчётов по преодолению противодесантной обороны противника, организации высадки морских и воздушных десантов на охраняемые им побережье и острова.

## Зарубежные оценки
По мнению американской разведки, Советский Военно-Морской Флот имел большое количество кораблей на Балтике, которые предназначались для проведения различных операций в условиях безъядерного конфликта, таких как захват острова Борнхольм и Датских проливов, а также поддержка с моря сухопутных сил в Германии и других задач.
В то же время Гэл Донелан Тарлтон, ветеран американской национальной безопасности и специалист в вопросах взаимоотношений США с Советским Союзом, ныне заведующий сектором изучения Евразийской политики в Национальном бюро азиатских исследований и д-р Дональд Дэниэл из Военно-морского колледжа, в ежегодном обзоре Советских вооружённых сил для правительства Соединённых Штатов, пишут о том что в 1982 году не происходило генеральных военно-морских учений.
В этом с ними соглашается канадский исследователь, профессор Редландского, Карлтонского и Кембриджского университета, д-р Роберт Дж. Джексон, в своей книге «Воздушная мощь НАТО», что позволяет говорить о том, что столь масштабные учения были проведены без соответствующей огласки и повышения международной напряжённости.
Однако, американцам стало известно о том, что в сентябре — октябре 1982 года две подводные лодки и две мини-субмарины заплывали в Шведские территориальные воды, о чём несколько позже сообщает Эдвард Киллхэм, в прошлом участник переговоров об ограничении стратегических вооружений между СССР и США, а также переговоров об ограничении возможностей размещения обычных вооруженных сил в Европе.

## Из истории
В начале XX века на Балтийском флоте организация и содержание боевой подготовки были приспособлены сугубо к условиям закрытого морского театра. К действиям в отрыве от своего побережья флот не готовился.